# Таємниці ночі (фільм, 1924)
Таємниці ночі (англ. Secrets of the Night) — американська детективна комедія режисера Герберта Блаше 1924 року.

## У ролях
- Джеймс Кірквуд — Роберт Ендрюс
- Медж Белламі — Енн Мейнард
- Зазу Піттс — Селія Стеббінс
- Розмарі Тебі — Маргарет Ноулз
- Том Вілсон — Томас Джефферсон Вайт
- Том Рікеттс — Джеррі Хаммонд
- Артур Стюарт Халл — Лестер Ноулз
- Том Гуіс — полковник Джеймс Констанс
- Едвард Сесіл — Альфред Остін
- Фредерік Коул — Фредді Хаммонд
- Джозеф Сінглтон — Чарльз
- Отто Гоффман — Коронер
- Антон Ваверка — Джошуа Браун